# Evangelische Kirche (Klein-Umstadt)

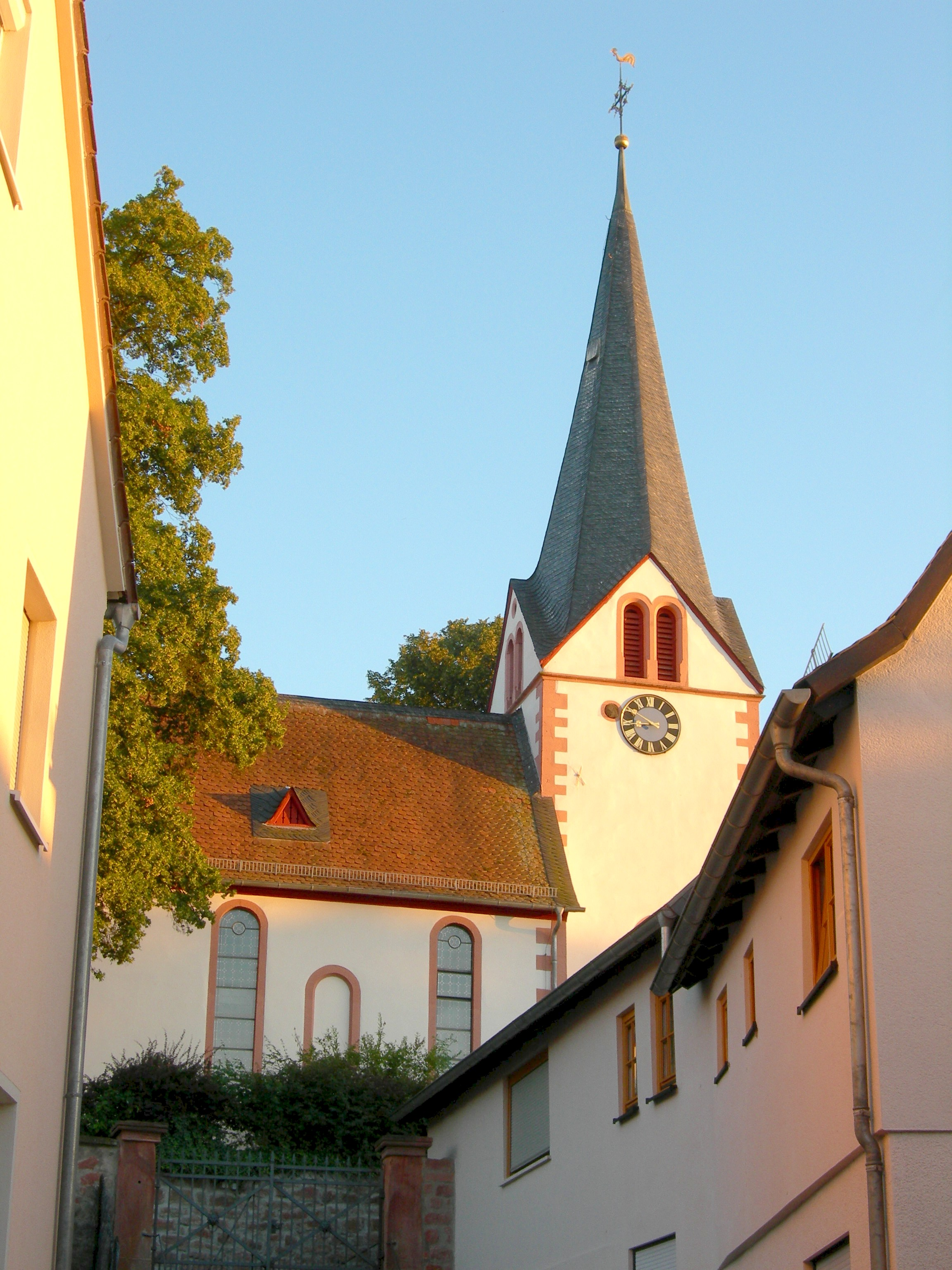
Evangelische Kirche (Klein-Umstadt)

Die Evangelische Kirche Klein-Umstadt ist eine denkmalgeschützte Kirche in Klein-Umstadt, heute Stadtteil von Groß-Umstadt im Landkreis Darmstadt-Dieburg in Hessen. Als hessisches Einzelkulturdenkmal ist sie gleichzeitig Teil der Gesamtanlage Kirche als Denkmalensemble.
Die Kirche gehört zur Kirchengemeinde Klein-Umstadt/Dorndiel im Dekanat Vorderer Odenwald in der Propstei Starkenburg der Evangelischen Kirche in Hessen und Nassau.

## Beschreibung

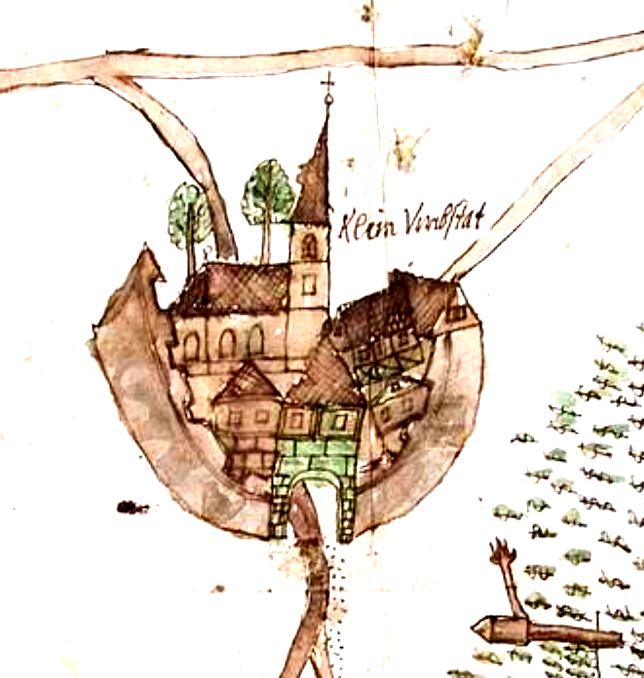
Die Kirche auf einer bildlichen Darstellung von um 1600

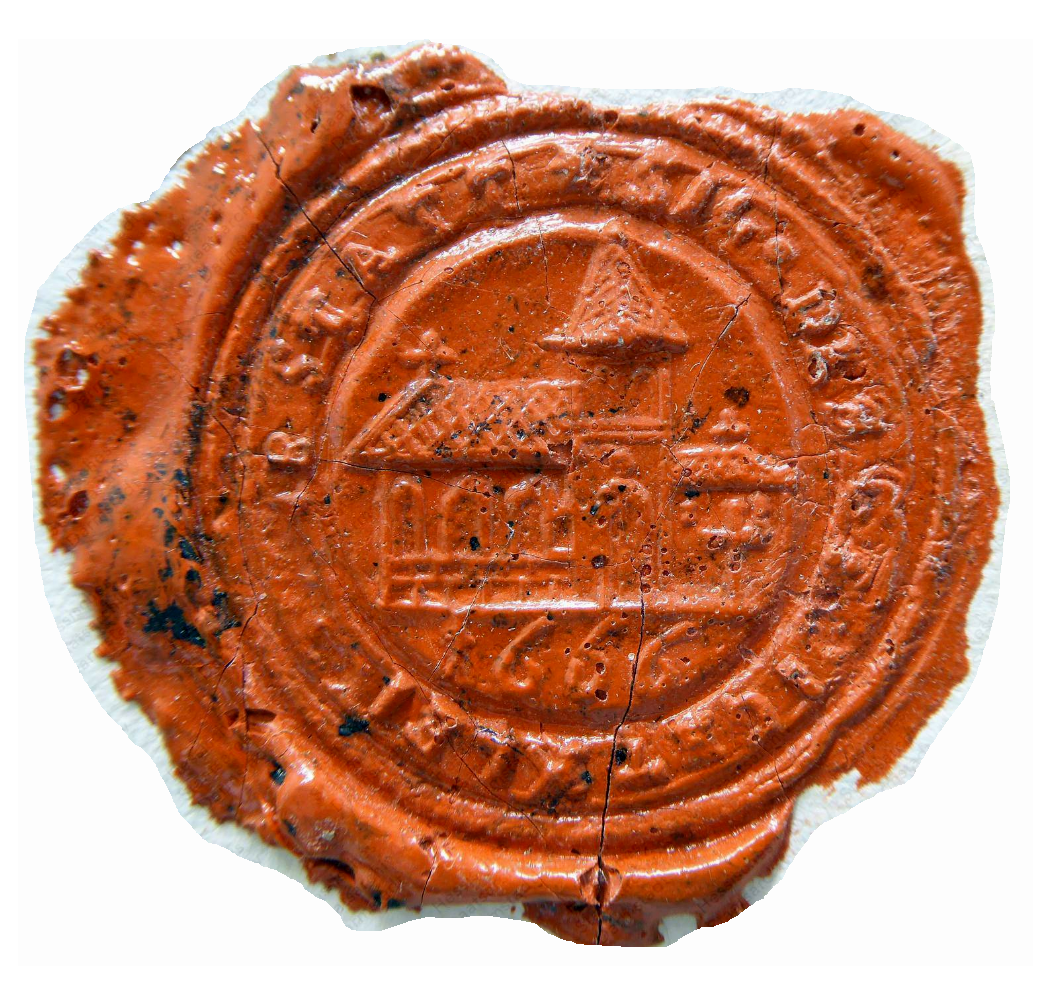
Siegelabdruck des Gerichtssiegels der Gemeinde Klein-Umstadt von 1735 mit umlaufendem nicht vollständig zu entziffernden Text und Jahreszahl 1666 (Typar). Das Siegel war Vorbild für das Ortswappen. Im Vergleich zum späteren Ortswappen befindet sich rechts des Kirchturms noch ein weiterer Gebäudeansatz und im Kirchenschiff sind drei Fenster abgebildet. Der Turm weist zusätzliche Verzierungen auf. Die Windfahne ist hier noch als Kreuz dargestellt.

Die Kirche im Ortswappen von Klein-Umstadt von 1955 vom Heraldiker Georg Massoth (1895–1956)

Die über dem Ort thronende Kirche, die nach früheren Angaben vermutlich spätestens um 1425 gebaut wurde – das Datum aber inzwischen umstritten ist, war als Wehrkirche in die Wehrmauer integriert, die einst das alte Klein-Umstadt als Dorfmauer komplett umschloss. Vergleichende Arbeiten des Ortschronisten und Heimatforschers Manfred Schopp vermuten die Ursprünge der Kirche im 11. Jahrhundert.
Die im Kern romanische Saalkirche wurde im dritten Viertel des 15. Jahrhunderts verändert. Sie besteht aus dem nicht mittig angebundenen Kirchturm im Westen, der ursprünglich zu der Wehrkirche gehörte, einem niedrigen Langhaus, das im 18. Jahrhundert in der Höhe verändert wurde, und einem dadurch höheren Chor, der gleich breit ist und einen dreiseitigen Abschluss im Osten hat, dessen Wände von Strebepfeilern gestützt werden. Die Wände des Turms laufen in Giebeln aus, hinter deren als Biforien gestalteten Klangarkaden der Glockenstuhl sitzt. In ihm hängen drei Kirchenglocken; eine wurde 1541 von der bekannten Frankfurter Glocken-, Geschützgießer und Büchsenmacherfamilie Konrad Gobel gegossen, die beiden anderen 1699 und 1753. Der Glockenstuhl trägt einen achtseitigen, schiefergedeckten, spitzen Helm. Das Geschoss unter den Giebeln beherbergt die Turmuhr. Im Sturz des Zwillingsfensters im Giebel auf der Südseite des Turms befindet sich eine Jahreszahl. Die Jahreszahl ist spiegelbildlich und linksläufig geschrieben. Ihre Lesung von 1913 im damaligen Denkmalpflegebericht und Deutung als Erbauungszeit des Turmes als „1425“ wird heute als Fehllesung interpretiert und das Jahr mit „1587“ angegeben. Was durch Baurechnungen belegt werden kann.
Das Langhaus und der Chor, die jeweils dreiseitig umlaufende Emporen mit bemalten Brüstungen haben, sind durch einen Triumphbogen miteinander verbunden.
Die steinerne, aus rotem Odenwälder Sandstein gefertigte, sechsseitige Kanzel wurde 1475 gebaut und ist damit eine der ältesten in Hessen. Sie steht auf der Nordseite vor dem Triumphbogen. Die Brüstung besteht aus Sandsteinplatten mit spätgotischer Maßwerkgliederung. Auf einer der Platten ist im Relief U-förmig ein Schriftband mit der Jahreszahl „Mo · ccccc · vnd xv“ (für 1515) angebracht, deren Trennzeichen als Quadrangeln gestaltet sind. Darunter befinden sich zwei Schilde mit Steinmetzzeichen. Der Schalldeckel ist allerdings barock.
Im Innern beherbergt die Kirche außerdem ein Epitaph des Gilbrecht Waise von Fauerbach und der Katharina von Karben. Es zeigt neben deren beiden Wappen die Elternwappen, männlicherseits der Waise von Fauerbach und der Schelle von Umstadt und weiblicherseits der von Karben und der Rüdt von Collenberg. Mindestens zwei Altäre und deren Pfründe sind für die katholische Zeit nachweisbar. Die Kirche selbst war der Muttergottes, dem Hl. Nazarius und der Hl. Anna und Ottilie geweiht.
Der Taufstein weist reiche Rokoko-Formen auf.

## Kulturdenkmal
Die Kirche, die auch ein Einzeldenkmal ist, der befestigte Friedhof und die anschließenden zwei Hofreiten bilden eine geschlossene Gesamtanlage und sind als diese hessisches Kulturdenkmal.

## Heraldik
Die Kirche ist heraldisch im Wappen des Ortes von 1955 dargestellt. Es beruht auf Gemeindesiegeln, die mindestens seit 1597 die Kirche zeigen. Diese stellen in stilisierter Form die Wehrkirche von Klein-Umstadt da.

## Sonstiges
Bau und Geschichte werden im Informationspunkt 7 „Die Wehrkirche und ihre Baugeschichte von Romanik bis Gotik“ als Teil des Lehrpfades „Die kleine Bergstraße – Landschaft, Mensch und Umwelt in Klein-Umstadt“ im UNESCO Geopark Bergstraße-Odenwald erläutert.

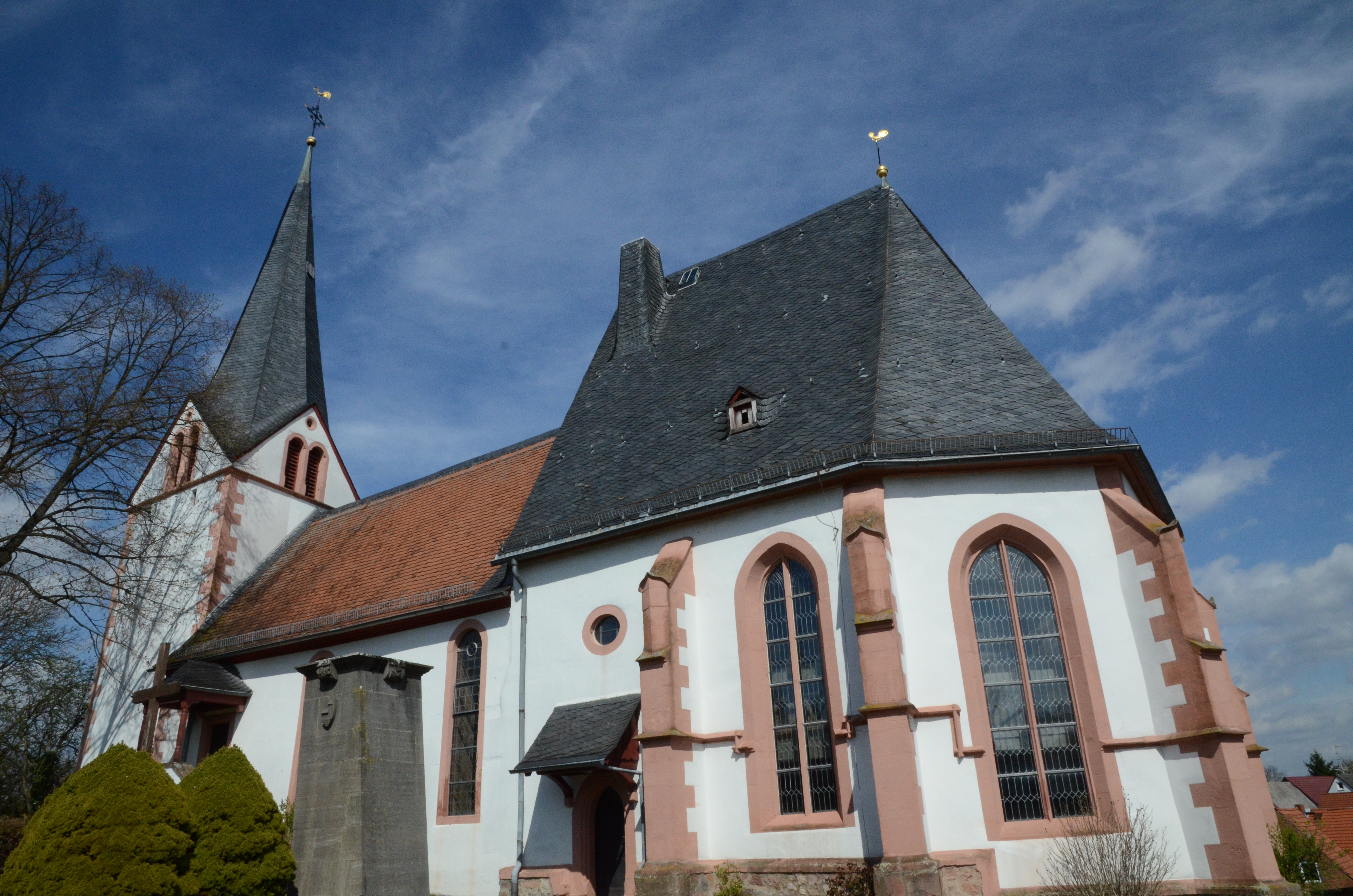
Die Kirche von Südosten
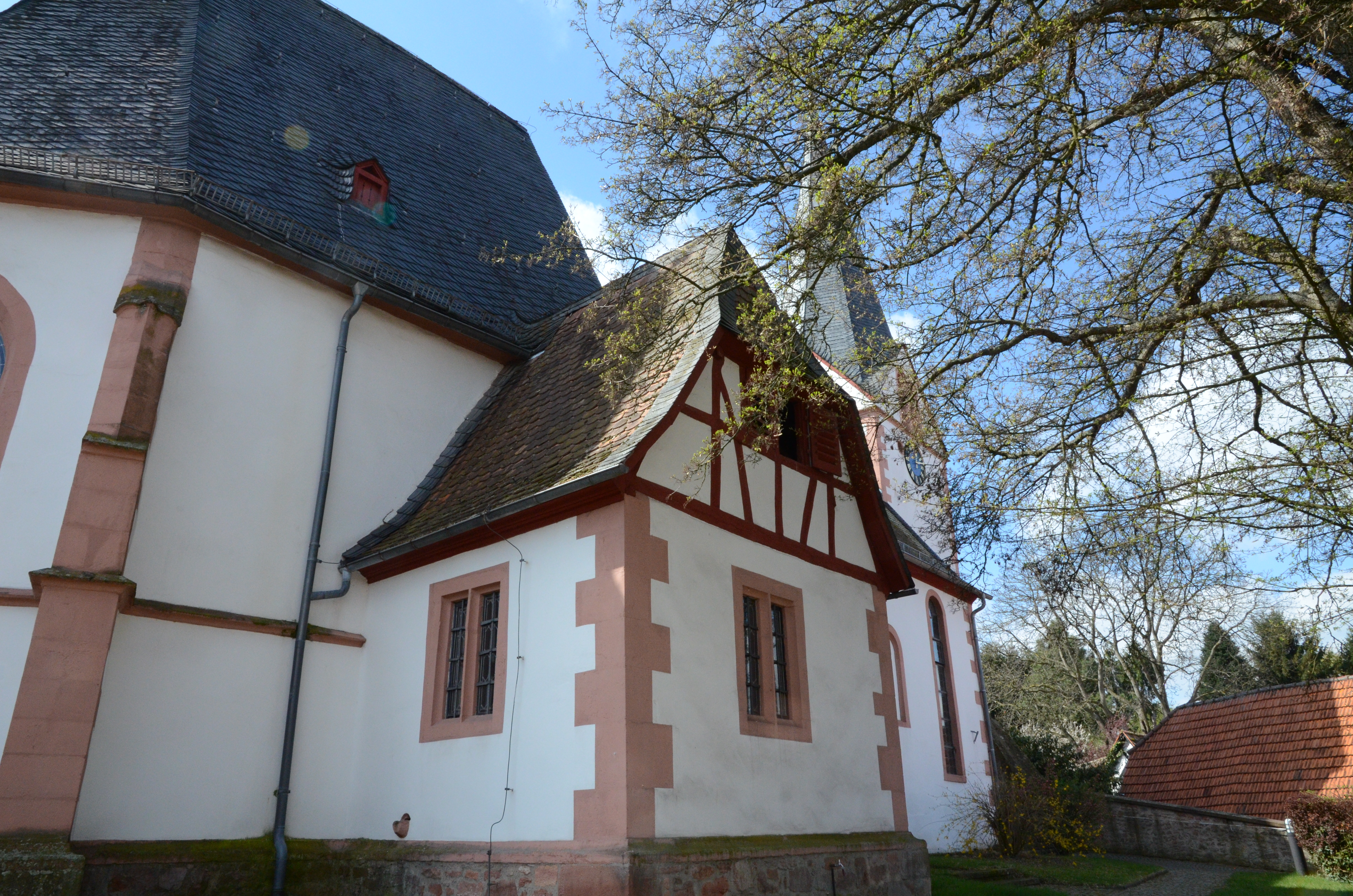
Nördlicher Anbau am Chor
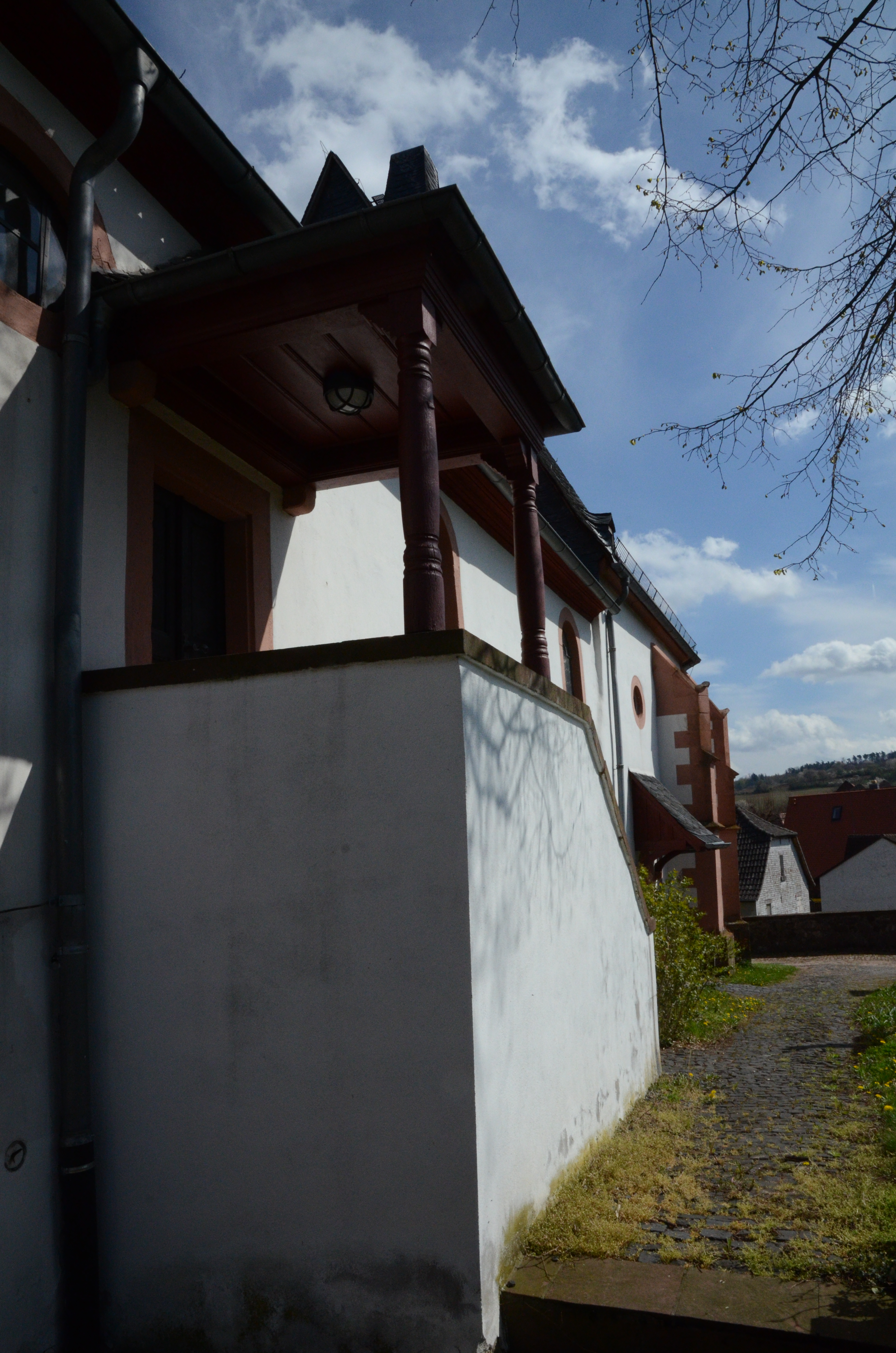
Überdachte Zugänge: li.: zum Langhaus, re.: Chorzugang